# Santa Rita do Novo Destino
Santa Rita do Novo Destino este un oraș în Goiás (GO), Brazilia.